# 中世古麻衣
中世古 麻衣（なかせこ まい、1991年7月17日 - ）は、日本のモデル、タレント。

## 経歴
高校3年生の頃にモデルとしてデビューし、ファッション雑誌や広告等で活動する。
資生堂ワタシプラス
KOSE　sports beauty
ロレアルパリヘアオイル広告（アジア全域）
アクアフレッシュトレインチャンネル
伊勢丹新宿ビューティアポセカリー　カタログ
SONY　XperiaZ4
Sweet×大丸松坂屋　秋のBeautyUp300秒マジック
anan「かっこいいカラダの作り方」
東京カレンダー「東カレ美女」
ar／GLOW／Soup／NYLON／mina／CanCam　他多数

## 出演

### バラエティ番組
- オヤスミSUNnyDay（2012年 - 2014年、テレビ山梨）[6]
- 一夜づけ（2015年、テレビ東京）[7]